# Brewster F2A Buffalo
Brewster F2A Buffalo là một loại máy bay tiêm kích của Hoa Kỳ, nó từng tham chiến trong Chiến tranh thế giới II.

## Biển thể

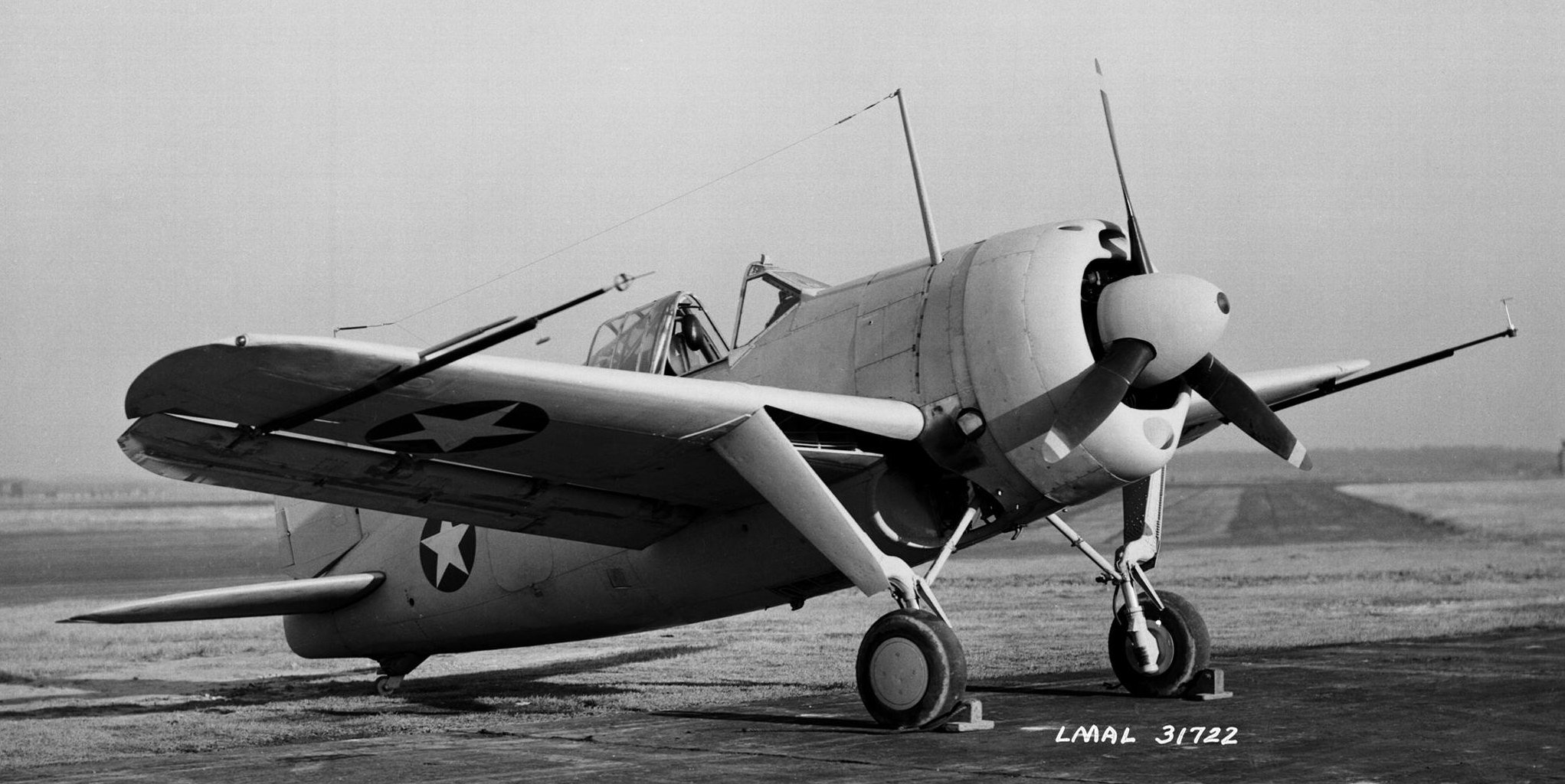
Brewster Buffalo F2A-2

XF2A-1Mẫu thử
F2A-1(với động cơ R-1820-34 và 2 súng máy) cho Hải quân Hoa Kỳ, 11 chiếc.
F2A-2(với động cơ R-1820-40 và 4 súng máy) cho Thủy quân lục chiến và Hải quân Hoa Kỳ, 43 chiếc.
F2A-3F2A-2 cải tiến cho Hải quân Hoa Kỳ, mang được 2 quả bom 100 lb (45 kg), 108 chiếc.
B-239Phiên bản xuất khẩu cho Phần Lan (với động cơ R-1820-G5 và 4 súng máy), 44 chiếc.
B-339BPhiên bản xuất khẩu cho Bỉ, 40 chiếc (chỉ có 2 chiếc chuyển cho Bỉ, còn lại cho không quân hải quân Anh)
B-339CPhiên bản xuất khẩu cho Đông Ấn thuộc Hà Lan với động cơ Wright G-105; 24 chiếc.
B-339DPhiên bản xuất khẩu cho Đông Ấn thuộc Hà Lan với động cơ 1,200 hp (895 kW) Wright R-1820-40; 48 chiếc (47 chiếc chuyển cho Đông Ấn thuộc Hà Lan).
B-339EPhiên bản xuất khẩu cho Anh với động cơ Wright G-105 giống với Buffalo Mk I; 170 chiếc (còn trang bị cho cả RAAF và RNZAF)
B-339-23Phiên bản xuất khẩu cho Đông Ấn thuộc Hà Lan với động cơ 1,200 hp (895 kW) GR-1820-G205A, 20 chiếc, (17 chiếc cuối cho RAAF, một số chiếc cho USAAF)
Buffalo Mark ITên định danh của Anh cho Model B339E

## Quốc gia sử dụng

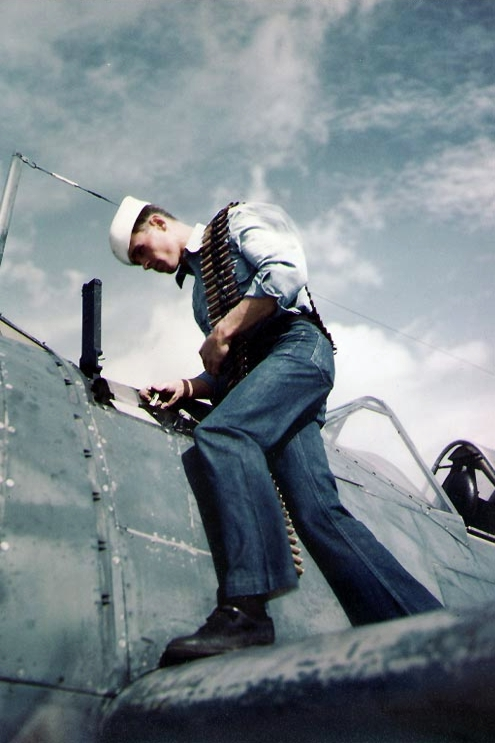
Một thủy thủ của Hải quân Hoa Kỳ đang nạp đạn vào súng của một chiếc tiêm kích F2A, 1943.

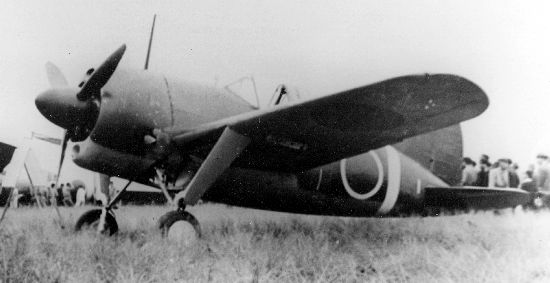
Một chiếc Buffalo của Hà Lan bị Nhật Bản tịch thu, sơn ký hiệu của không quân Nhật.

ÚcKhông quân Hoàng gia Australia
Phi đoàn số 21 RAAF
Phi đoàn số 24 RAAF
Phi đoàn số 25 RAAF (từng thuộc Hà Lan)
Phi đoàn số 43 RAAF
Phi đoàn số 85 RAAF (Phi đoàn 25 cũ)
Phi đoàn số 453 RAAF
Phi đoàn số 452 RAAF
Đơn vị trinh sát không ảnh số 1 RAAF (từng thuộc Hà Lan)
 Phần LanKhông quân Phần Lan
Phi đoàn số 24 (1941–1944)
Phi đoàn số 26 (1944–1945)
 Indonesia
 Nhật BảnTịch thu được một số chiếc Buffalo.
 Hà LanMilitaire Luchtvaart KNIL
Vliegtuiggroep IV, 3e Afdeling (3-VLG-IV: Phi đoàn 3, Liên đoàn IV)
Vliegtuiggroep V, 1e Afdeling (1-VLG-V)
Vliegtuiggroep V, 2e Afdeling (2-VLG-V, trợ giúp phòng thủ Singapore)
Vliegtuiggroep V, 3e Afdeling (3-VLG-V)
 New ZealandKhông quân Hoàng gia New Zealand
Phi đoàn số 14 RNZAF
Phi đoàn số 488 RNZAF
 Anh QuốcKhông quân Hoàng gia
Phi đoàn số 60 RAF
Phi đoàn số 67 RAF (Phi đoàn 60 cũ, hầu hết phi công thuộc RNZAF)
Phi đoàn số 71 RAF
Phi đoàn số 146 RAF (Phi đoàn 67 cũ)
Phi đoàn số 243 RAF (hầu hết phi công thuộc RNZAF)
Không quân Hải quân Hoàng gia
Phi đoàn Không quân Hải quân 711
Phi đoàn Không quân Hải quân 759
Phi đoàn Không quân Hải quân 760
Phi đoàn Không quân Hải quân 804
Phi đoàn Không quân Hải quân 805
Phi đoàn Không quân Hải quân 813
Phi đoàn Không quân Hải quân 885
 Hoa KỳKhông quân Lục quân Hoa Kỳ
Không lực 5, Australia (từng thuộc Hà Lan)
Thủy quân Lục chiến Hoa Kỳ
VMF-211, đóng tại Palmyra Atoll
VMF-221, sử dụng trong Trận Midway
Hải quân Hoa Kỳ
VF-2
VF-3
VS-201
Dùng để huấn luyện tại Pensacola

## Tính năng kỹ chiến thuật (F2A-3)

F2A-1 Buffalo

United States Navy Aircraft since 1911

### Đặc điểm riêng
- Tổ lái: 1
- Chiều dài: 26 ft 4 in (8,03 m)
- Sải cánh: 35 ft 0 in (10,67 m)
- Chiều cao: 12 ft 0 in (3,66 m)
- Diện tích cánh: 209 ft² (19,4 m²)
- Trọng lượng rỗng: 4.732 lb (2.146 kg)
- Trọng lượng cất cánh tối đa: 7.159 lb (3.254 kg)
- Động cơ: 1 × Wright R-1820-40 Cyclone 9, 1.200 hp (895 kW)

### Hiệu suất bay
- Vận tốc cực đại: 321 mph (279 knots, 517 km/h) trên độ cao 16.500 ft (5.030 m)
- Vận tốc hành trình: 161 mph (140 knots, 259 km/h)
- Tầm bay: 965 mi (839 nmi, 1.554 km)
- Trần bay: 33.200 ft (10.600 m)
- Vận tốc lên cao: 2.440 ft/phút (12,4 m/s)

### Vũ khí
- 2 khẩu súng máy M2 đặt ở mũi 0.50 in (12,7 mm)
- 2 khẩu súng máy đặt ở cánh 0.50 in (12,7 mm)